# 그제고시 산도미에르스키
그제고시 산도미에르스키(폴란드어: Grzegorz Sandomierski ˈɡʐɛɡɔʂ sandɔˈmjɛrskʲi[*]. 포들라스키에 주 비아위스토크 ~)는 폴란드의 전직 프로 축구 선수로, 현역 시절 골키퍼로 활동했다. 그는 현재 야기엘로니아 비아위스토크의 U-19 부와 클라사 A의 투로스니앙카에서 골키퍼 코치로 활동하고 있다.
국가대항전에서, 산도미에르스키는 폴란드 국가대표팀 일원으로 유로 2012에 참가했다.

## 클럽 경력

### 야기엘로니아 비아위스토크
산도미에르스키는 야기엘로니아 비아위스토크에서 축구를 시작했고, 2006년에 2군 신고식을 치렀다. 그는 4경기를 치르고 레흐 포즈난 2군으로 임대되었다. 그는 4부 리그의 2경기에 출전했고, 이후 야기엘로니아로 복귀했다. 2007-08 시즌, 야체크 바나신스키의 부상으로, 산도미에르스키는 크라코비아와의 엑스트라클라사 경기에서 1군 첫 경기를 치러 2골을 실점했다. 시즌 종료까지, 그는 4번의 경기에 더 출전했다. 이후, 산도미에르스키는 중상을 당해 6개월 가량 출전하지 못했다. 2009년 1월, 그는 루흐 비소키 마조비키로 임대되어 주전 수문장으로 활약했다. 2009-10 시즌을 앞두고, 그는 비아위스토크로 북귀했다. 산도미에르스키는 라파우 기키에비시가 부진에 빠지면서 주전으로 활약할 기회를 받았다. 야기엘로니아 시절, 그는 6경기 연속으로 무실점을 기록했다. 그의 무실점 기록은 564분 지속되었는데, 이는 구단 역대 최장 기록으로, 이 기록은 루흐 호주프전에서 끝났다.

### 헹크
2011년 8월, 산도미에르스키는 티보 쿠르투아를 보낸 벨기에 우승 구단 헹크와 5년 계약을 맺었다.

### 블랙번 로버스

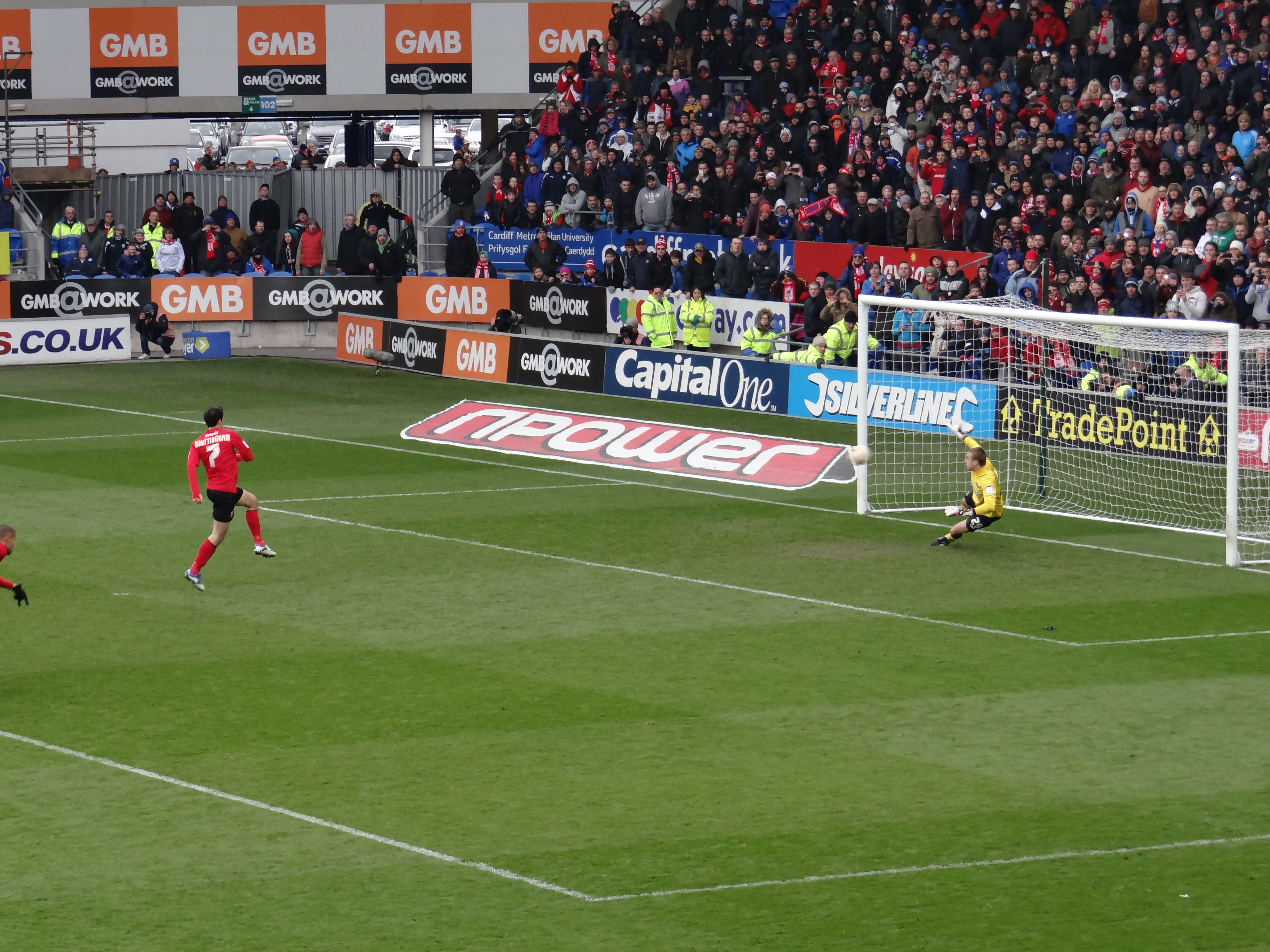
블랙번 로버스의 산도미에르스키

2012년 8월 31일, 산도미에르스키는 블랙번 로버스와 1년 임대 계약을 맺었고, 상황에 따라 완전 이적 여지도 남겼다.
그는 0-3으로 패한 카디프 시티와의 경기에서 블랙번 첫 경기를 치렀는데, 부상당한 제이크 킨과 52분에 교체되어 들어가 2골을 실점했고, 이 중 1골은 페널티킥이었다. 산도미에르스키의 2번째 출전 경기는 셰필드 웬즈데이와의 경기로 킨이 시즌 잔여 경기를 부상으로 빠지게 되면서 추가로 출전했다. 개리 보여 대행 감독은 폴란드 국가대표 골키퍼를 믿어보기로 했지만, 블랙번은 이 경기를 2-3으로 패했다. 이후 그는 더비 카운티전과 허더스필드 타운전을 무실점으로 마쳤다. 이후 그는, 왓퍼드에서 졸전 끝에 4골을 실점했다. 그는 밀월과의 다음 경기에서 1골을 실점했지만, 무난히 승리했다.

## 수상
야기엘로니아 비아위스토크
- 푸하르 폴스키: 2009–10
- 수페르포하르 폴스키: 2010

디나모 자그레브
- 프르바 HNL: 2013–14

자비샤 비드고슈치
- 수페르포하르 폴스키: 2014

클루지
- 리가 I: 2019–20, 2020–21
- 수페르쿠파 로므니에이: 2020